# Президентские выборы в Сербии (2008)
Президентские выборы в Сербии прошли 20 января 2008 года. Это были первые выборы в независимой Сербии после отделения от неё Черногории. С 2008 года срок полномочий президента в Сербии увеличился с четырёх до пяти лет. Для того, чтобы зарегистрироваться кандидатом в президенты, необходимо было собрать 10 000 подписей. Второй тур был проведён 3 февраля, так как ни один из кандидатов не получил в первом 50 %+1 голос. Количество избирателей составило 6 702 018 человек.
Победу на выборах одержал действующий президент Борис Тадич, получив 50,31 % голосов во втором туре.

## Кандидаты
Тремя главными кандидатами на пост президента являлись один из лидеров Сербской радикальной партии Томислав Николич, действующий президент Сербии Борис Тадич и председатель Либерально-демократической партии Чедомир Йованович. Другими кандидатами на пост президента являлись выдвинутый от Демократической партии Сербии Велимир Илич, социалист Милутин Мрконич, вице-председатель Реформистской партии Сербии Югослав Добричанин, представитель «аграриев» Марьян Ристичевич, кандидат от сербских консерваторов Миланка Карич и представитель венгерской диаспоры Иштван Пастор. Однако фактически реальных претендентов на победу было двое: Тадич и Николич. Выборы представляли собой соперничество двух антиподов — прозападника Тадича и националиста Николича.
За четыре года своего правления Тадич проводил прозападную политику, и в январе 2007 года это привело к успеху радикалов на парламентских выборах. Николич проповедовал националистические взгляды, выступал за союз с Россией и против Запада и США. На январских выборах его партия набрала большинство голосов, однако два её главных соперника — Демократическая партия Тадича и демократы из «Новой Сербии» Воислава Коштуницы сформировали коалицию, что не позволило националистам проводить свою линию в парламенте страны. Во многом именно от этих выборов зависела судьба Сербии в ближайшее время, продолжит ли она западную политику или все-таки будет Западу, наоборот, противостоять. Кроме того, результаты волеизъявления сербов повлияли бы на решение вопроса Косово Евросоюзом, поскольку ЕС принимал бы решение по разрешению проблемы Косово после выборов и исходил бы и из результатов выборов.

## Опросы общественного мнения
Социологические опросы показывали лидерство двух кандидатов: Бориса Тадича и Томислава Николича. Тадич имел небольшое преимущество, остальные претенденты отставали. Таким образом, главная борьба завязалась именно между действующим президентом и Николичем. 

Результаты опроса, проведенного фирмой «Factor Plus» 12—13 декабря:
36,3 % будут голосовать, 26,2 % на выборы не пойдут, и 37,5 % ещё не определились
В процентах от решившихся голосовать:
- Борис Тадич — 36,5 %
- Томислав Николич — 31,8 %
- Чедомир Йованович — 8,5 %
- Велимир Илич — 6 %

Второй тур:
- Борис Тадич — 38 %
- Томислав Николич — 37 %

По опросу компании CeSID, проведенному 10 января, явка составит около 50 %, причем повторится ситуация 2004 года, когда в первом туре победил Николич, а во втором — Тадич:
- Томислав Николич — 21 %
- Борис Тадич — 19 %
- Милутин Мрконич — 4 %
- Велимир Илич — 4 %
- Чедомир Йованович — 3 %

Второй тур:
- Борис Тадич — 33 %
- Томислав Николич — 27 %

Предвыборную кампанию Николич провел гораздо сильнее Тадича, и к концу кампании преимущество в несколько процентов было уже у Николича.

## Результаты

### 1-й тур
Явка составила 61,25 %
| Место | Кандидат                    | Число голосов | %      |
| ----- | --------------------------- | ------------- | ------ |
| 1     | Томислав Николич            | 1,646,172     | 39,99% |
| 2     | Борис Тадич                 | 1,457,030     | 35,39% |
| 3     | Велимир Илич                | 305,828       | 7,43%  |
| 4     | Милутин Мрконич             | 245,889       | 5,97%  |
| 5     | Чедомир Йованович           | 219,689       | 5,34%  |
| 6     | Иштван Пастор               | 93,039        | 2,26%  |
| 7     | Миланка Карич               | 40,332        | 0,98%  |
| 8     | Мариан Ристичевич           | 18,500        | 0,45%  |
| 9     | Югослав Добричанин          | 11,894        | 0,29%  |
|       | недействительных бюллетеней | 78,462        | 2,65%  |
|       | всего                       | 4,116,844     | 100,0% |

### 2-й тур
Во втором туре между двумя главными кандидатами, вышедшими в него, борьба пошла за голоса, отданные за Велимира Илича. Электораты Мрконича и Йовановича, скорее всего, проголосовали за Николича и Тадича соответственно, а Илич, представляющий партию умеренного националиста Коштуницы, хоть и критиковал Тадича, но состоял в партии, которая сформировала коалицию с его партией.
Перед вторым туром оба кандидата совершили визиты в Россию, однако Тадича приняли на уровне президента и заключили с ним выгодный для Сербии контракт по поставкам газа, а Николич был принят советом Госдумы по международным делам, то есть менее значимым институтом власти. После этого рейтинг Тадича значительно возрос. Кроме этого, несмотря на то, что премьер-министр Сербии Коштуница отказался поддержать Тадича во втором туре, он все же сопровождал президента во время визита в Москву 25 января, что могло означать поддержку Тадича со стороны Коштуницы.

## Результаты
| Место | Кандидат                    | Число голосов | %      |
| ----- | --------------------------- | ------------- | ------ |
| 1     | Борис Тадич                 | 2 304 467     | 50,31  |
| 2     | Томислав Николич            | 2 197 155     | 47,97  |
|       | недействительных бюллетеней | 78 806        | 1,72   |
|       | всего                       | 4 580 428     | 100,00 |